# Ernest van Dyck
Ernest van Dyck (Anversa, 2 aprile 1861 – Berlaar, 31 agosto 1923) è stato un tenore belga drammatico, strettamente collegato al repertorio wagneriano.

## Biografia
Nato ad Anversa, dove fu educato in una scuola gesuita, van Dyck studiò legge e filosofia a Lovanio prima di decidere di diventare un cantante d'opera. Il notaio sotto il quale stava studiando lo presentò al direttore Joseph Dupont. Diventò giornalista e lavorò per "l'Escaut" ad Anversa e "la Patrie" a Parigi.
Dal suo arrivo a Parigi e dal suo debutto ai Concerti Lamoureux nel primo atto di Tristano e Isotta, studiò con Chabrier e divenne amico intimo del compositore. Il cantante ripagò Chabrier sostenendo le esecuzioni delle sue opere a Karlsruhe e in altri luoghi in cui apparve. Durante gli anni in cui partecipò ai Concerti Lamoureux, Van Dyck cantò in La Damnation de Faust, frammenti dal Sigfrido, Tristano e Isotta, La Valchiria, Les Sept péchés capitaux di Goldschmidt e la prima del Chant de la Cloche di Vincent d'Indy.
A Parigi studiò canto con Saint-Yves Bax prima di debuttare sul palcoscenico al Théâtre de l'Éden il 3 maggio 1887; in quell'occasione fu eseguita la prima francese del Lohengrin. Seguirono studi intensivi con Felix Mottl prima che apparisse come Parsifal al Festival di Bayreuth nel 1888, con grande successo. Fu lodata in particolare l'intensità della sua interpretazione e fu invitato a Bayreuth in ripetute occasioni; qui diventò un sostenitore dello stile Sprechgesang del vocalismo operistico.
L'opera di Vienna lo chiamò presto e rimase con la compagnia per un decennio, durante il quale creò il ruolo del protagonista in Werther di Massenet (16 febbraio 1892). Fece anche apparizioni come ospite in tutta Europa; tra queste partecipò alla prima mondiale di Der Evangelimann di Wilhelm Kienzl a Londra nel 1897. Van Dyck debuttò in America il 29 novembre 1898, cantando il Tannhäuser al Metropolitan Opera. Rimase a New York fino alla stagione 1901–2012, cantando non solo ruoli di Wagner ma anche parti di opere francesi. Dopo aver debuttato al Covent Garden nel 1891, nel 1907 intraprese lì una stagione di opere tedesche. Nel 1914 apparve nelle prime esibizioni parigine del Parsifal. Per la rivista Musica, n. 13, ottobre 1903, scrisse un articolo su Richard Wagner et l’interprétation ("Richard Wagner e l'interpretazione").
Van Dyck cantò nella prima rappresentazione de L'enfant prodigue di Debussy a Parigi il 27 luglio 1884. Con Camille de Roddaz, Van Dyck procurò il libretto per il balletto di Massenet a Courtrai ("Légende mimée et dansée en un acte") Le Carillon, per l'Opera di Vienna nel febbraio 1892.
Apparve regolarmente al Théâtre de la Monnaie di Bruxelles nel 1894, dove il suo repertorio comprendeva Wagner (Lohengrin, Tannhäuser, Tristano) e Massenet (Werther, Des Grieux).
Il museo Den AST di Halle ha una collezione sulla sua vita e il suo lavoro.
Muore a Berlaar nel 1923.

## Incisioni
Van Dyck registrò alcuni dischi acustici nei primi anni del 1900 (per Pathé, Fonotipia e Homophone) che mostravano una voce prematuramente superata dopo una dozzina di anni di duro e declamatorio uso in pesanti parti wagneriane.

## Premi e onorificenze
Gli furono conferiti diversi riconoscimenti civili: Chevalier de la Légion d'honneur, gli Ordini di Leopoldo del Belgio, François-Joseph d'Austria e San Stanislao della Russia, il Leone di Zaeringhen, di Baden, la stella della Romania.

## Galleria d'immagini

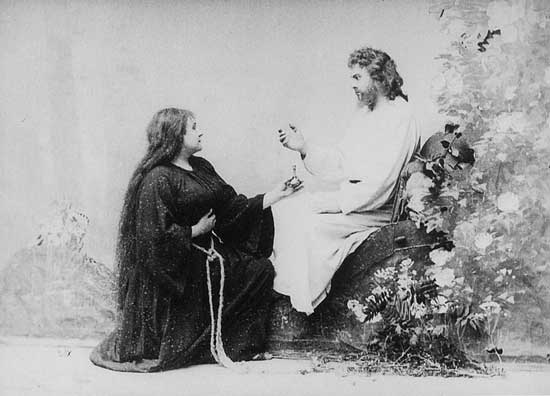
Ernest van Dyck and Amalia Materna as Parsifal and Kundry at Bayreuth in 1889.
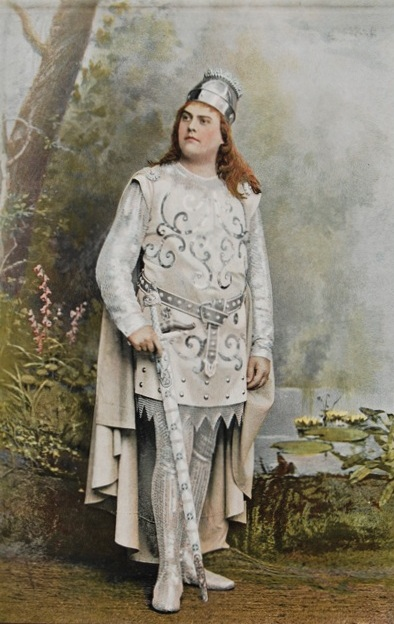
Van Dyck as Lohengrin, 1895